# 波德拉謝地區索科武夫

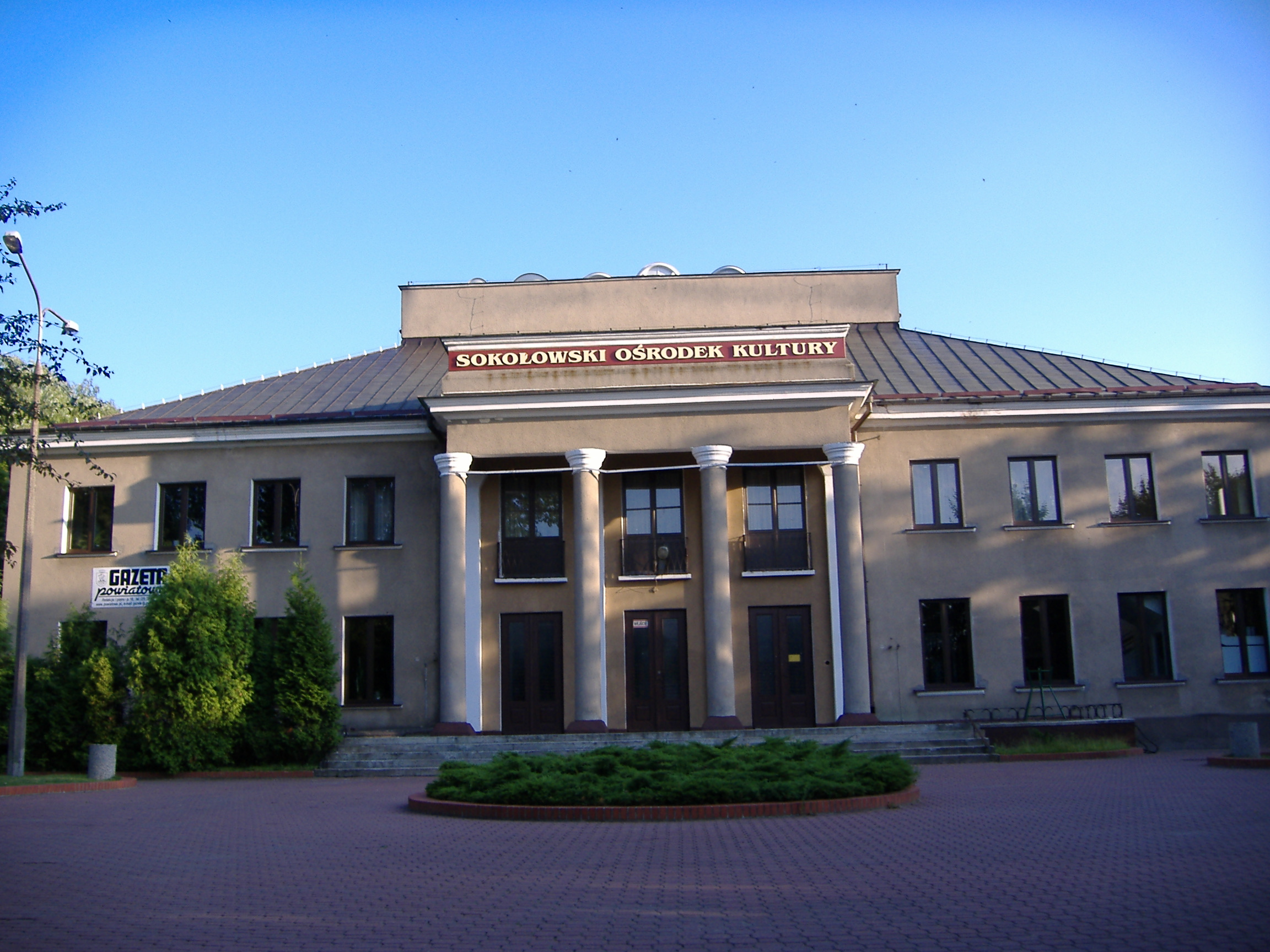

波德拉謝地區索科武夫是波蘭的城鎮，位於該國東部，距離首都華沙80公里，由馬佐夫舍省負責管轄，面積17.5平方公里，該地區自六世紀有人類居住，2006年人口18,419。

## 外部連結
- Official town webpage （页面存档备份，存于）
- Map, via mapa.szukacz.pl （页面存档备份，存于）
- Sokolow Podlaski, from the Encyclopedia of Jewish Communities in Poland （页面存档备份，存于）
- Jewish Community in Sokołów Podlaski （页面存档备份，存于） on Virtual Shtetl

52°24′N 22°15′E / 52.400°N 22.250°E